# Dracocephalum
Genre
Dracocephalum, qui a pour nom commun Dracocéphale, est une genre de plantes à fleurs de la famille des Lamiaceae. Les quelques 70 espèces se trouvent principalement en Asie.

## Description
Les espèces de Dracocephalum sont principalement des plantes herbacées vivaces, rarement annuelles. La tige est dressée ou prostrée.
Les feuilles disposées de manière opposée sont pétiolées à la base de la tige, plus haut elles sont pétiolées ou sessiles. Les limbes des feuilles sont simples à pennés et dentelés à entiers.
Les pseudoverticilles sont disposées en inflorescences capitées denses ou en épis, ou sont plus espacées. Les bractées sont généralement fortement dentelées ou piquantes et rarement entières.
Les fleurs hermaphrodites sont zygomorphes et quintuples à double périanthe. Les cinq sépales sont tubulaires ou tubulaires en forme de cloche. Le tube du calice est fortement ou légèrement incurvé. Le calice a 15 nerfs et est à deux lèvres. Les cinq dents du calice sont presque égales, parfois la dent médiane de la lèvre supérieure du calice est plus large que les dents voisines. Le bord des incisions entre les dents du calice est épaissi. La corolle bleu-violet, rose, violette ou, plus rarement, blanche est à deux lèvres. Les cinq pétales sont fusionnés. Le tube de la corolle est rétréci à la base et élargi à la gorge. La lèvre supérieure est forte ou légèrement incurvée. La lèvre inférieure est trilobée, le lobe médian étant le plus grand. Il y a quatre étamines présentes, les deux derrière étant plus longues que les deux devant. Les anthères sont glabres ou rarement poilues. La pointe du stylet est également divisée en deux. Les quatre griffes sont allongées, lisses et parfois collantes.

## Répartition
Le genre Dracocephalum est présent principalement dans les zones alpines et semi-arides de l'Asie tempérée ; en outre, certaines espèces sont également originaires d'Europe et une en Amérique du Nord et en Afrique du Nord. Il existe environ 35 espèces en Chine.

## Espèces
- Dracocephalum aitchisonii Rech.f., 1955
- Dracocephalum argunense Fisch. ex Link, 1822
- Dracocephalum aucheri Boiss., 1844
- Dracocephalum austriacum L., 1753
- Dracocephalum bipinnatum Rupr., 1869
- Dracocephalum botryoides Steven, 1812
- Dracocephalum breviflorum Turrill, 1922
- Dracocephalum bullatum Forrest ex Diels, 1912
- Dracocephalum butkovii Krassovsk., 1986
- Dracocephalum calophyllum Hand.-Mazz., 1923
- Dracocephalum charkeviczii Prob., 1995
- Dracocephalum discolor Bunge, 1836
- Dracocephalum diversifolium Rupr., 1869
- Dracocephalum ferganicum Lazkov, 2001
- Dracocephalum foetidum Bunge, 1830
- Dracocephalum formosum Gontsch., 1938
- Dracocephalum forrestii W.W.Sm., 1916
- Dracocephalum fragile Turcz. ex Benth., 1834
- Dracocephalum fruticulosum Steph. ex Willd., 1800
- Dracocephalum grandiflorum L., 1753
- Dracocephalum heterophyllum Benth., 1835
- Dracocephalum hoboksarensis G.J.Liu, 1985
- Dracocephalum imberbe Bunge, 1836
- Dracocephalum imbricatum C.Y.Wu & W.T.Wang, 1977
- Dracocephalum integrifolium Bunge, 1838
- Dracocephalum isabellae Forrest ex W.W.Sm., 1914
- Dracocephalum jacutense Peschkova, 1997
- Dracocephalum junatovii A.L.Budantsev, 1987
- Dracocephalum kafiristanicum Bornm., 1934
- Dracocephalum komarovii Lipsky, 1904
- Dracocephalum kotschyi Boiss., 1846
- Dracocephalum krylovii Lipsky, 1904
- Dracocephalum lindbergii Rech.f., 1982
- Dracocephalum longipedicellatum Muschl., 1907
- Dracocephalum microflorum C.Y.Wu & W.T.Wang, 1977
- Dracocephalum moldavica L., 1753
- Dracocephalum multicaule Montbret & Aucher ex Benth., 1836
- Dracocephalum multicolor Kom., 1916
- Dracocephalum nodulosum Rupr., 1869
- Dracocephalum nuratavicum Adylov, 1987
- Dracocephalum nuristanicum Rech.f. & Edelb., 1955
- Dracocephalum nutans L., 1753
- Dracocephalum oblongifolium Regel, 1882
- Dracocephalum olchonense Peschkova, 1997
- Dracocephalum origanoides Steph. ex Willd., 1800
- Dracocephalum palmatoides C.Y.Wu & W.T.Wang, 1977
- Dracocephalum palmatum Steph. ex Willd., 1800
- Dracocephalum parviflorum Nutt., 1818
- Dracocephalum paulsenii Briq., 1907
- Dracocephalum peregrinum L., 1756
- Dracocephalum pinnatum L., 1753
- Dracocephalum polychaetum Bornm., 1908
- Dracocephalum popovii T.V.Egorova & Sipliv., 1970
- Dracocephalum propinquum W.W.Sm., 1916
- Dracocephalum psammophilum C.Y.Wu & W.T.Wang, 1977
- Dracocephalum purdomii W.W.Sm., 1916
- Dracocephalum renati Emb., 1935
- Dracocephalum rigidulum Hand.-Mazz., 1939
- Dracocephalum rupestre Hance, 1869
- Dracocephalum ruyschiana L., 1753
- Dracocephalum schischkinii Strizhova, 1979
- Dracocephalum scrobiculatum Regel, 1882
- Dracocephalum spinulosum Popov, 1925
- Dracocephalum stamineum Kar. & Kir., 1842
- Dracocephalum stellerianum Hiltebr., 1805
- Dracocephalum subcapitatum (Kuntze) Lipsky, 1910
- Dracocephalum surmandinum Rech.f., 1982
- Dracocephalum taliense Forrest ex W.W.Sm., 1916
- Dracocephalum tanguticum Maxim., 1881
- Dracocephalum thymiflorum L., 1753
- Dracocephalum truncatum Y.Z.Sun ex C.Y.Wu, 1959
- Dracocephalum velutinum C.Y.Wu & W.T.Wang, 1877
- Dracocephalum wallichii Sealy, 1944
- Dracocephalum wendelboi Hedge, 1967

## Parasitologie
La fleur a pour parasites Thrips hawaiiensis, Thymogethes norvegicus, Thymogethes abiens, Sagittogethes devillei. La feuille a pour parasites Puccinia thymi (sv), Leveillula duriaei, Neoërysiphe galeopsidis, Peronospora rossica, Liriomyza strigata (sv), Phytomyza nepetae (sv), Aphis nepetae (sv), Longitarsus lycopi (sv).